# Jamali Nyenyecföld
A Jamali Nyenyecföld, hivatalos nevén Jamal-Nyenyec Autonóm Körzet (oroszul Ямало-Ненецкий автономный округ [Jamalo-nyenyeckij avtonomnij okrug]) az Oroszországi Föderáció tagja. Székhelye Szalehard. 2010-ben népessége 522 904 fő volt.

## Népesség
A lakosság többsége orosz, de ukránok, nyenyecek, tatárok és hantik is szép számban lakják. Őshonosnak számít az orosz, a nyenyec, a hanti, a komi és a szölkup lakosság.
Nemzetiségi összetétel:
|           | 1959-es népszámlálás | 2002-es népszámlálás | 2010-es népszámlálás |
| --------- | -------------------- | -------------------- | -------------------- |
| oroszok   | 27 789 (44,6%)       | 298 359 (58,9%)      | 312 019 (59,7%)      |
| ukránok   | 1 921                | 66 080               | 48 985 (9,4%)        |
| nyenyecek | 13 977 (22,4%)       | 26 435 (5,2%)        | 29 772 (5,7%)        |
| tatárok   | 3 952                | 27 734               | 28 509 (5,5%)        |
| hantik    | 5 519 (8,9%)         | 8 760 (1,7%)         | 9 489 (1,8%)         |
| komik     | 4 866 (7,8%)         | 6 177 (1,2%)         | 5 141 (1%)           |
| szölkupok |                      | 1 797 (0,4%)         | 1 988 (0,4%)         |
| összesen  | 62 334               | 507 006              | 522 904              |

## Politikai vezetés
A Jamali Nyenyecföld élén a kormányzó áll:
- Dmitrij Nyikolajevics Kobilkin: 2010. március 16. – 2018. május 18.
- Dmitrij Andrejevics Artyuhov: 
  - 2018. május 29. – a kormányzói feladatokat ideiglenesen ellátó megbízott. Megbízatása a következő kormányzói választásig, 2018. szeptember 9-éig szólt.
  - 2018. szeptember 9-én megválasztották kormányzónak. 30 évesen Oroszország legfiatalabb kormányzója lett.[2]

## Városok
- Szalehard, az autonóm körzet fővárosa
- Gubkinszkij
- Labitnangi
- Muravlenko
- Nojabrszk
- Novij Urengoj

## Járások

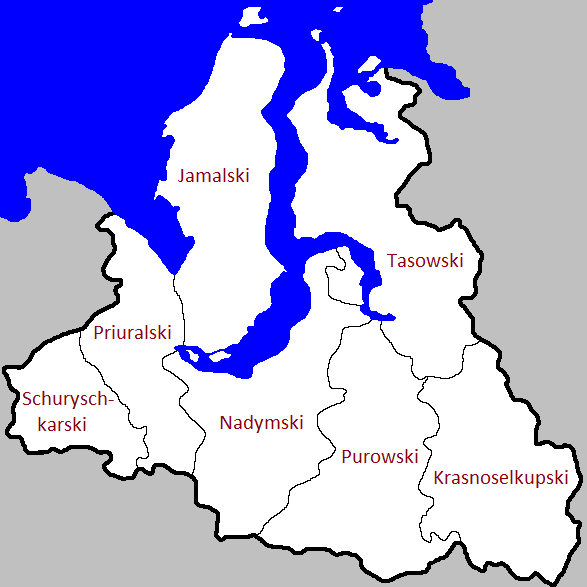
Jamali Nyenyecföld járásai

A járások neve:
- Jamalszkij járás
- Krasznoszelkupi járás
- Nadimi járás
- Priuralszkij járás
- Purovszkij járás
- Suriskarszkij járás
- Tazovszkiji járás